# Nagroda im. Malcolma Baldrige’a
Nagroda im. Malcolma Baldrige’a (ang. The Malcolm Baldrige National Quality Award), przyznawana jest corocznie przez prezydenta Stanów Zjednoczonych. Mogą ją otrzymać małe, średnie i duże firmy produkcyjne i usługowe, a także placówki edukacyjne i zdrowotne. Patronem nagrody jest postać Malcolma Baldrige’a, 26. amerykańskiego Sekretarza Handlu.
Zgłoszone przedsiębiorstwa i organizacje oceniane są przez rozpatrzenie 7 kryteriów:
1. kierownictwo
2. planowanie strategiczne
3. zorientowanie na klienta i rynek
4. analiza informacji
5. zarządzanie zasobami ludzkimi
6. zarządzanie procesami
7. osiągnięcia firmy

Kongres ustanowił tę nagrodę w 1987 roku, aby docenić amerykańskie firmy i organizacje za osiągnięcia w dziedzinie zarządzania jakością oraz aby podnieść świadomość wagi jakości w budowaniu przewagi przedsiębiorstwa.
Nagroda może być przyznawana corocznie (nie musi, gdy nie znajdzie się firma/organizacja wyróżniająca się na tle innych w ocenianych kryteriach) w następujących kategoriach:
- przedsiębiorstwo produkcyjne
- przedsiębiorstwo usługowe
- mała firma
- szkolnictwo (od 1999 roku)
- ochrona zdrowia (od 1999 roku)

Po otrzymaniu nagrody firma/organizacja nie może się o nią ubiegać ponownie przed upływem 5 lat.